# Ernest Valko
Ernest Valko (* 10. August 1953 in Spišská Nová Ves; † 8. November 2010 in Limbach, Slowakei) war ein slowakischer Jurist, Politiker und der einzige Präsident des Tschechoslowakischen Bundesverfassungsgerichts. Am 8. November 2010 wurde er ermordet aufgefunden.

## Lebenslauf
Im Jahr 1977 schloss er sein Studium an der Juristischen Fakultät der Comenius-Universität in Bratislava ab, das Rigorosum bestand er 1979. Als Rechtsanwalt war er in Wirtschafts-, Arbeitsmarkt-, Zivil-, Straf- und Bodenrecht spezialisiert. Seit Januar 1990 war er Mitglied der Tschechoslowakischen Bundesversammlung und stellvertretender Vorsitzender des Abgeordnetenhauses. Er war u. a. beteiligt an Änderungen des Arbeitsrechts, des Wirtschaftsrechts, des Einführungsgesetzes zum Verfassungsvertrag, der Charta der Grundrechte, des Gesetzes zum Verfassungsreferendum und des Handelsgesetzbuchs. Eine Dissertation im Jahr 2004 wurde ausgezeichnet bewertet. Er war vom 31. Januar 1992 bis zum 31. Dezember 1992 der einzige Präsident des Verfassungsgerichts der Tschechischen und Slowakischen Föderativen Republik.
Ab 1993 arbeitete er als Anwalt und hatte Positionen in Gremien verschiedener Unternehmen. Er war tätig in mehreren Streitsachen wie der des Dichters Ľubomír Feldek mit dem Minister für Kultur in der Regierung Mečiar Dušan Slobodník, in einem Streit zwischen der Gasgesellschaft SPP und der Bank Union banka im Fall der sog. Duckýs Wechsel oder einem Zivilrechtsstreit zwischen den slowakischen Politikern Ivan Mikloš und Robert Fico. Bei den Parlamentswahlen 2006 kandidierte er erfolglos für den Nationalrat der Slowakischen Republik.
Am Abend des 8. November 2010 wurde er erschossen in seinem Haus in Limbach bei Bratislava aufgefunden. Die Ermittlungen dauern bis heute an (2014). Es wurde noch kein Täter beschuldigt.